# بدوری، کوئینزلند
بدوری (به انگلیسی: Bedourie) یک شهرک در استرالیا است که در Shire of Diamantina واقع شده‌است.

## جستارهای وابسته

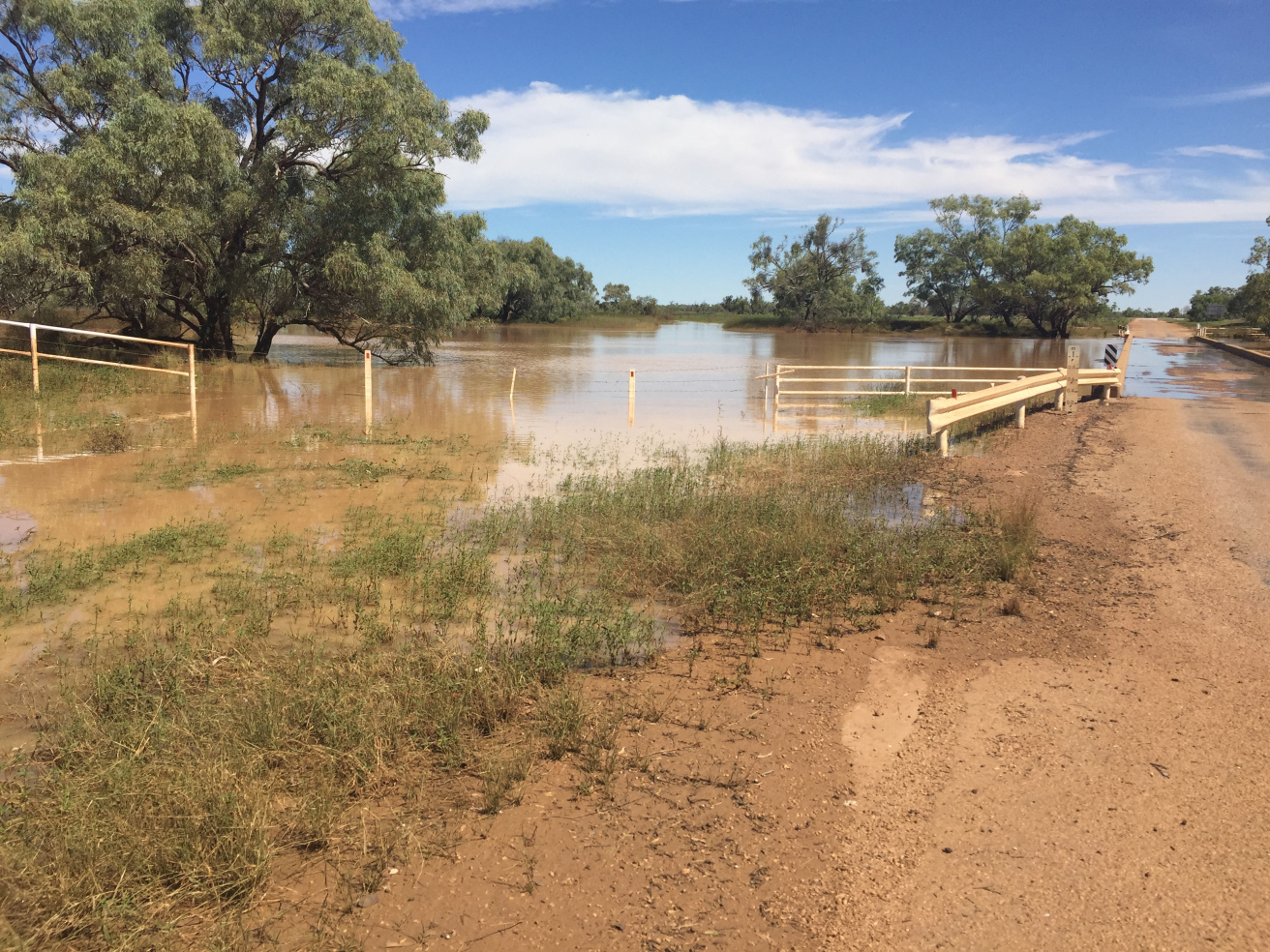
سیل رودخانه جورجینا که پل جورجیا برفراز آن است، ۲۰۱۶

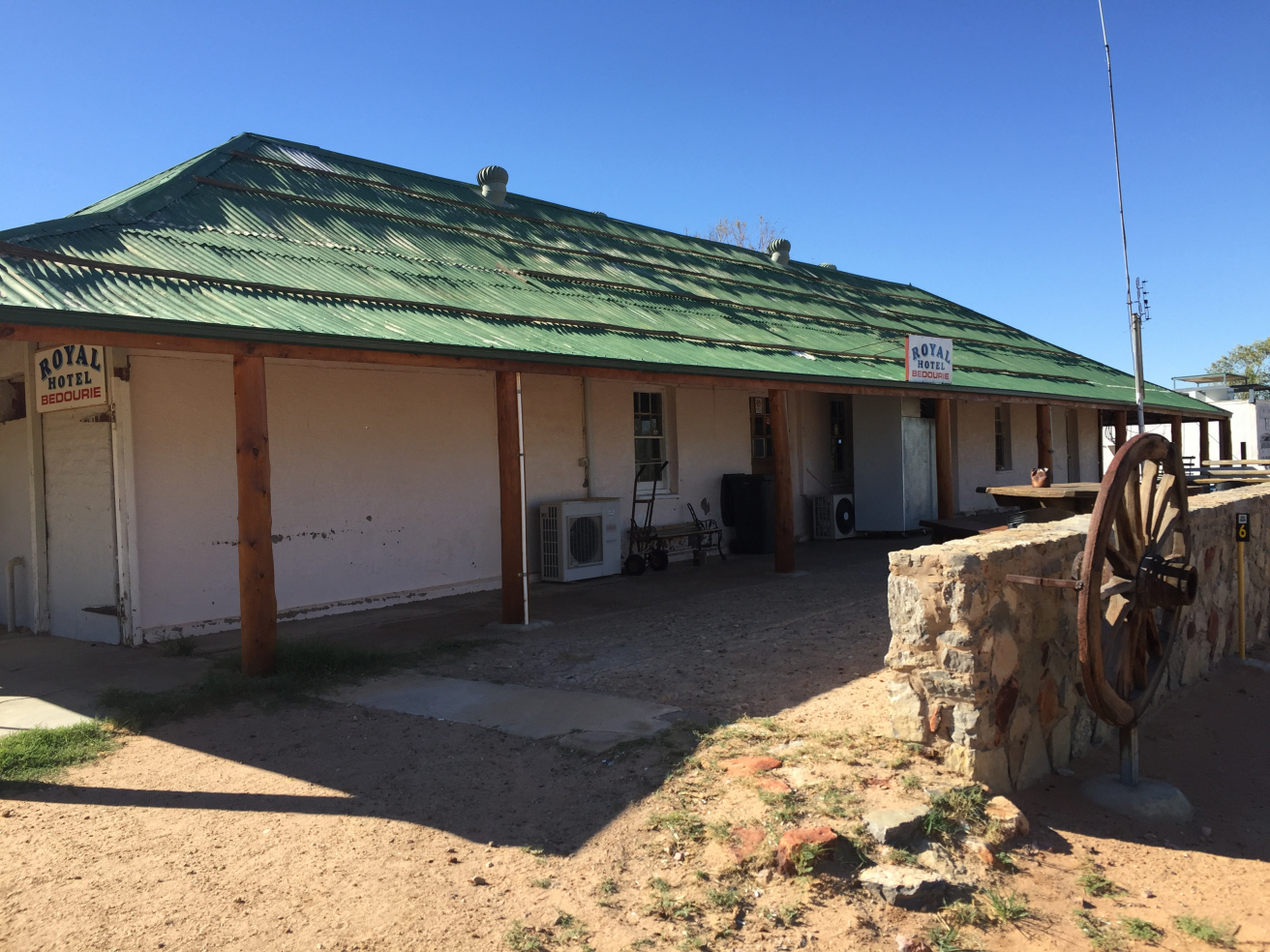
هتل رویال ۲۰۱۶

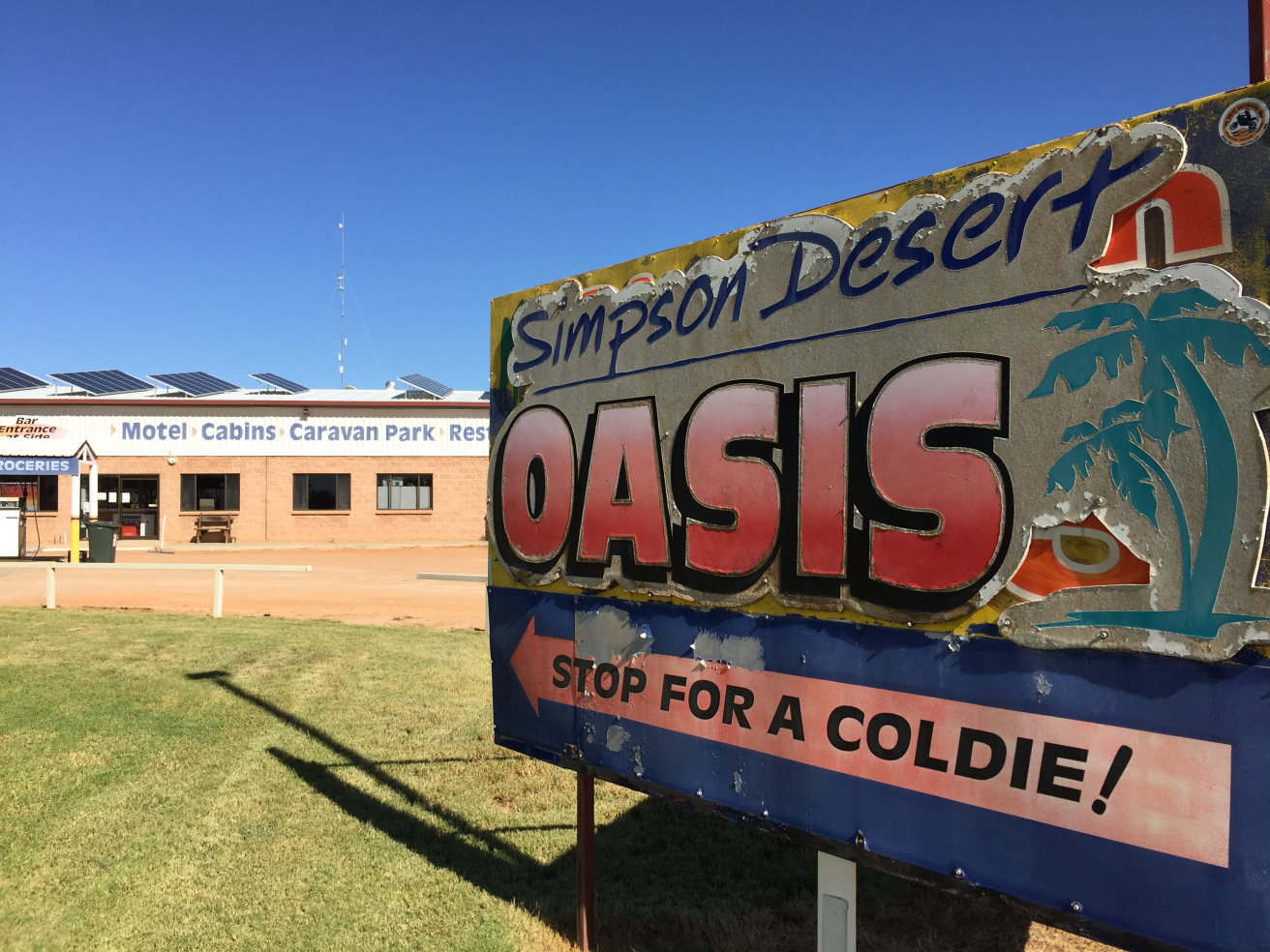
کویر سیمپسون اواسیس رودهاوس، ۲۰۱۶